# Ryan Torgerson
Ryan Patrick Torgerson (Cleveland Heights, 20 de septiembre de 1972-Wauconda, 30 de mayo de 2011) fue un deportista estadoounidense que compitió en remo. Ganó tres medallas en el Campeonato Mundial de Remo entre los años 2000 y 2003.

## Palmarés internacional
| Campeonato Mundial | Campeonato Mundial | Campeonato Mundial | Campeonato Mundial |
| Año                | Lugar              | Medalla            | Prueba             |
| ------------------ | ------------------ | ------------------ | ------------------ |
| 2000               | Zagreb (Croacia)   | Medalla de plata   | Cuatro con timonel |
| 2002               | Sevilla (España)   | Medalla de bronce  | Ocho con timonel   |
| 2003               | Milán (Italia)     | Medalla de plata   | Ocho con timonel   |